# Elecciones estatales del Estado de México de 2000
Las elecciones estatales del Estado de México de 2000 se llevó a cabo el domingo 5 de marzo de 2000, y en ellas se renovará los cargos siguientes de elección popular en el Estado de México, rumbo a las elecciones presidenciales:
- 122 ayuntamientos. Presentados por un Presidente Municipal y regidores, electo para un período inmediato de tres años no reelegibles para un período determinado.
- Diputados del Congreso. Electos por una mayoría electoral de cada uno de los Distritos Electorales.

## Resultados Electorales

### Ayuntamientos

#### Ayuntamiento de Ecatepec
|  | 37.32 % |

|  | 28.48 % |

|  | 24.73 % |

|  | 1.43 % |

|  | 2.20 % |

|  | 0.25 % |

|  | 0.85 % |

|  | 0.15 % |

|  | 0.49 % |

|  | 0.18 % |

|  | 2.12 % |

|  | 0.02 % |

|  | 1.93 % |

|  | 100.00 % |

#### Ayuntamiento de Naucalpan
|  | 50.00 % |

|  | 30.07 % |

|  | 10.42 % |

|  | 0.96 % |

|  | 1.63 % |

|  | 0.15 % |

|  | 0.49 % |

|  | 0.11 % |

|  | 0.34 % |

|  | 0.25 % |

|  | 1.49 % |

|  | 2.37 % |

|  | 1.71 % |

|  | 100.00 % |

#### Ayuntamiento de Tlalnepantla
|  | 57.66 % |

|  | 23.50 % |

|  | 11.67 % |

|  | 0.80 % |

|  | 1.61 % |

|  | 0.11 % |

|  | 0.58 % |

|  | 0.09 % |

|  | 0.32 % |

|  | 0.19 % |

|  | 1.67 % |

|  | 0.10 % |

|  | 1.67 % |

|  | 100.00 % |

#### Ayuntamiento de Toluca
|  | 45.21 % |

|  | 38.16 % |

|  | 9.27 % |

|  | 1.14 % |

|  | 1.69 % |

|  | 0.21 % |

|  | 0.64 % |

|  | 0.12 % |

|  | 0.31 % |

|  | 0.33 % |

|  | 1.13 % |

|  | 0.12 % |

|  | 1.66 % |

|  | 100.00 % |

#### Ayuntamiento de Cuautitlán Izcalli
|  | 54.57 % |

|  | 26.78 % |

|  | 10.02 % |

|  | 1.73 % |

|  | 1.41 % |

|  | 0.12 % |

|  | 0.60 % |

|  | 0.10 % |

|  | 0.60 % |

|  | 1.45 % |

|  | 1.02 % |

|  | 1.60 % |

|  | 100.00 % |

#### Ayuntamiento de Atizapán dé Zaragoza
|  | 54.20 % |

|  | 24.97 % |

|  | 10.70 % |

|  | 0.70 % |

|  | 1.48 % |

|  | 0.39 % |

|  | 0.39 % |

|  | 0.30 % |

|  | 0.11 % |

|  | 3.49 % |

|  | 1.26 % |

|  | 1.71 % |

|  | 100.00 % |

#### Ayuntamiento de Tultitlan
|  | 44.54 % |

|  | 30.94 % |

|  | 17.32 % |

|  | 0.88 % |

|  | 1.52 % |

|  | 0.15 % |

|  | 0.66 % |

|  | 0.13 % |

|  | 0.35 % |

|  | 0.15 % |

|  | 1.59 % |

|  | 0.21 % |

|  | 1.57 % |

|  | 100.00 % |